# Peter Steele
Peter Steele, nome artístico de Peter Thomas Ratajczyk, (Brooklyn, 4 de janeiro de 1962 — Nova Iorque, 14 de abril de 2010) foi o vocalista, baixista e principal compositor da banda de gothic metal Type O Negative. Antes de fazer parte deste grupo, tocou nas bandas Fallout e Carnivore.
Como líder do Type O Negative, Steele era conhecido por seu visual vampírico, o vocal baixo-barítono e um senso de humor autodepreciativo. A sua altura, cerca de 2,01 m (6'7"), juntamente com o seu aspecto e voz profunda, davam-lhe uma presença forte em palco. As letras que escreveu para as canções da banda frequentemente apresentam caráter pessoal, tratando de temas como o amor, o sexo, a morte, a complexidade existencial, o suicídio e a política.

## Biografia

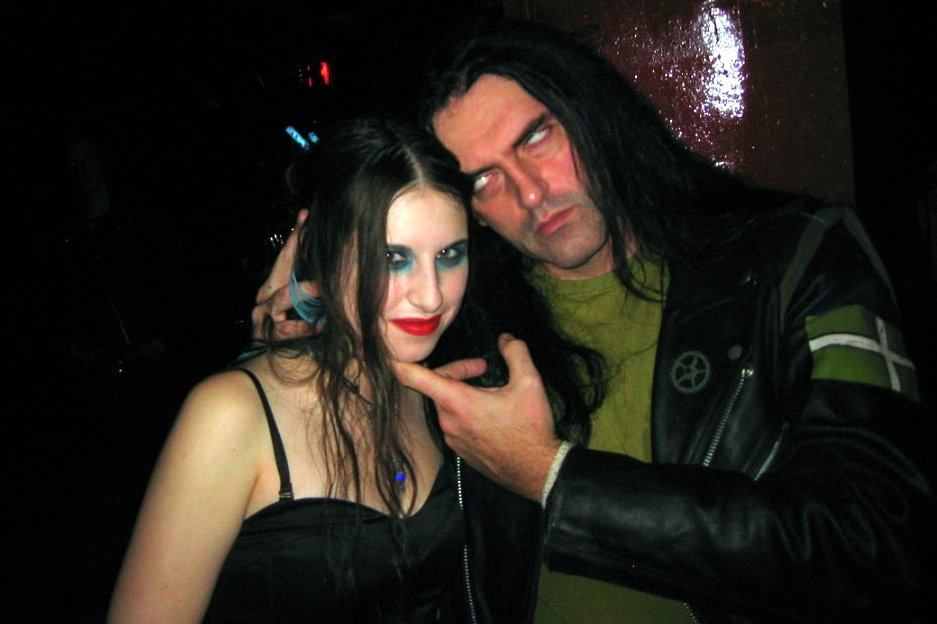
Peter Steele ao lado de uma fã.

Peter Steele nasceu no Brooklyn, Nova Iorque, numa região habitada por imigrantes poloneses, escoceses e russos. Media cerca de dois metros. Antes de começar a fazer turnê junto ao Type O Negative, ele trabalhou para o 'Departamento de Parques de Nova Iorque', dirigindo caminhões de lixo e rolo compressores.
Steele foi capa de uma edição de 1995 da revista americana Playgirl. Após saber por meio de Kenny Hickney, seu companheiro de banda, que apenas 23% das revistas vendidas foram adquiridas por mulheres, Steele se arrependeu de ter posado nu e mais tarde fez referência a isso em uma música intitulada "I Like Goils", do álbum Life Is Killing Me.
Em 2005, o Type O Negative saiu da Roadrunner Records. O motivo para a saída da banda foi, de acordo com Steele, o lançamento de uma coletânea (The Best of Type O Negative) sem a autorização do grupo.
Antes de formar o Type O Negative, Steele fez parte de outras duas bandas: Os Fallout (1979) e, posteriormente, os Carnivore (1983).

## Morte
Peter Steele morreu devido a uma sepse, causada por uma diverticulite, (relatado inicialmente como insuficiência cardíaca), em 14 de abril de 2010 aos 48 anos. Antes de sua morte, Steele estava se preparando para escrever e gravar novas músicas. 
Os membros restantes do Type O Negative decidiram desfazer a banda ao invés de substituir Steele, com Johnny Kelly afirmando: 
| “ | "Mesmo que haja alguém que possa tomar o lugar dele, isso não importaria. Não temos nenhum interesse em continuar. É impossível – nem sequer surgiu em nenhum tipo de discussão. Quando Peter morreu, o Type O Negative morreu com ele." | ” |